# Mumby
Mumby är en ort och civil parish i Storbritannien.   Den ligger i grevskapet Lincolnshire och riksdelen England, i den sydöstra delen av landet, 190 km norr om huvudstaden London. Mumby ligger 5 meter över havet och antalet invånare är 352.
Terrängen runt Mumby är platt. Havet är nära Mumby åt nordost.  Närmaste större samhälle är Skegness, 12,1 km söder om Mumby. Trakten runt Mumby består till största delen av jordbruksmark.